# Ташизм
Ташизм (фр. Tachisme, от Tache — пятно) — течение в западноевропейском абстракционизме 1940—1960-х годов. Представляет собой живопись пятнами, которые не воссоздают образов реальности, а выражают бессознательную активность художника. Мазки, линии и пятна в ташизме наносятся на холст быстрыми движениями руки без заранее обдуманного плана. К ташизму близки европейская группа «КОБРА» и японская группа «Гутай». Родственно ташизму по творческому методу направление абстрактного экспрессионизма, однако время появления, география распространения и персональный состав этих течений не совпадает.
После Второй мировой войны с ташизмом часто связывали Парижскую школу, где в тот момент доминировала абстрактная живопись. Видными представителями течения были Жан-Поль Риопель, Вольс, Жан Дюбюффе, Пьер Сулаж, Никола де Сталь, Ханс Хартунг, Герард Шнайдер, Серж Поляков, Жорж Матьё и Жан Мессажье.
В оксфордском «Словаре искусства XX века» указано, что термин «ташизм» впервые использован в данном значении примерно в 1951 году. Первыми критиками, охарактеризовавшими этим словом новое искусство, называют Шарля Этьена и Пьера Гегена, а популярность он получил благодаря книге Un Art autre (1952) искусствоведа и художника Мишеля Тапи. Однако само слово применялось и ранее, например, Феликс Фенеон использовал его в 1889 году, чтобы описать работы импрессионистов.
К середине 1950-х европейские критики стали охладевать к ташизму, например, Мишель Сёфор прямо провозгласил, что неоэкспрессионистские движения, включая ташизм, зашли в тупик.
Ташизм был ответом на кубизм, а техника нанесения краски иногда напоминает искусство каллиграфии. Помимо абстрактного экспрессионизма ташизму родственно течение ар информель, в 1950-е годы названное так за отсутствие в работах форм. Ташизм выводят как ответвление ар информель. Также ташизм рассматривался как направление лирической абстракции и был проникнут трагизмом и пессимизмом, а философскую основу художественной технике давали экзистенциализм Сартра, Хайдеггера и Кьеркегора.
Работы представителей ташизма представлены в крупнейших музеях современного искусства включая Галерею Тейт в Лондоне, Музей современного искусства в Нью-Йорке и Новую национальную галерею в Берлине.

## Представители

### Жорж Матьё
Жорж Матьё (1921—2012) описывал свою технику как психологический процесс. Он рисовал очень быстро, считая именно скорость способом достичь нужного для творчества состояния.

### Вольс
Вольс (1913—1951) создавал свои работы как композицию линии, точек и пятен, наложенные поверх размытого скипидаром слоя краски. Именно его работы, как считается, вызвали появление термина «ташизм» применительно к подобному искусству.

### Анри Мишо
Анри Мишо (1899—1984) работал в стиле абстрактного сюрреализма. Его способом достичь творческого состояния был приём алкоголя.

### Gruppe 53
В 1953 году несколько немецких художников объединились в Gruppe 53, объявив своим направлением ташизм и на короткое время заняв ведущее положение в искусстве Западной Германии. В группу входили Питер Брюнинг, Карл Фред Дамен, Фатвинтер, Альберт Принс, Винфред Галла, Герберт Гетцингер, Питера Ройен, Герхарда Хёме. Ещё двое участников объединения, Хайнц Мак и Отто Пиене, в 1959 году вышли из него и основали группу Zero.

### Другие художники
- Бисьер, Роже (1888—1964)
- Вельде, Брам ван (1895—1981)
- Фотрие, Жан (1898—1964)
- Мишо, Анри (1899—1984)
- Поляков, Серж (1900—1969)
- Дюбюффе, Жан (1901—1985)
- Эрнст Вильгельм Най (1902—1968)
- Андрей Ланской (1902—1976)
- Камиль Бриан (1902—1977)
- Ханс Хартунг (1904—1989)
- Жан Базен (1904—2001)
- Виейра да Силва (1908—1992)
- Мишель Тапи (1909—1987)
- Никола де Сталь (1914—1955)
- Асгер Йорн (1914—1973)
- Альберто Бурри (1915—1995)
- Пьер Сулаж (1919—2022)
- Элен Гамильтон (1920—2010)
- Норман Блум (1921—1999)
- Карел Аппел (1921—2006)
- Цзао Ву Ки (1921—2013)
- Сэм Фрэнсис (1923—1994)
- Антони Тапиес (1923—2012)
- Фермин Агуайо (1926—1977)
- Пьер Алешинский (род. 1927)
- Марлен Шпиндлер (1931—2003)
- Евгений Рухин (1943—1976)